# Euryeidon monticola
Espèce
Euryeidon monticola est une espèce d'araignées aranéomorphes de la famille des Zodariidae.

## Distribution
Cette espèce est endémique de la province de Chiang Mai en Thaïlande,. Elle se rencontre entre 960 et 1 610 m d'altitude sur le Doi Inthanon, le Doi Chiang Dao et le Doi Suthep.

## Description
Le mâle holotype mesure 6,67 mm et la femelle paratype 7,88 mm.

## Publication originale
- Dankittipakul & Jocqué, 2004 : Two new genera of Zodariidae (Araneae) from Southeast Asia. Revue suisse de Zoologie, vol. 111, no 4, p. 749-784 (texte intégral).